# Bestuurlijke indeling van Malta

De Lokale Raden van Malta

De bestuurlijke indeling van Malta bestaat naast de centrale overheid uit slechts een bestuurslaag; de Lokale Raad (Kunsill Lokali, Local Council). De 68 Lokale Raden zijn ingesteld in 1993. Op basis van de Local Councils Act heeft de Lokale Raad rechtspersoonlijkheid en belast met bevoegdheden op basis van deze wet. De Lokale Raad is ingesteld per locatie en wordt gekozen door de bewoners van die locatie.